# Віа Долороза
Віа Долороза або Віа Долороса (від лат. Via Dolorosa «Шлях Скорботи»; івр. ויאה דולורוזה; араб. طريق الآلام) — вулиця в Єрусалимі, на якій був шлях Ісуса Христа до місця розп'яття. На Віа Долороза знаходяться дев'ять з чотирнадцяти стацій Хресної дороги Христа. Останні п'ять стацій розташовані на території Храму Гробу Господнього.
Маршрут Хресної дороги починається від Левових воріт Єрусалиму, неподалік від місця, де стояла римська фортеця Антонія, веде на захід по Старому Єрусалиму до Храму Гробу Господнього. Опис цього маршруту було вперше дано наприкінці XIII століття домініканським місіонером Рікольдо да Монтекроче, а встановлений він був в XIV століття ченцями-францисканцями.
Однак відомо, що сам Єрусалим був повністю зруйнований ще в I столітті після юдейського повстання 66–71 років, описаного Йосипом Флавієм. Руїни знаходилися в запустінні кілька десятків років. У 130 році на місці Єрусалима римляни побудували нове місто Елія Капітоліна.

## СтоянняВіа Долорозана шляху до Храму Гробу Господнього

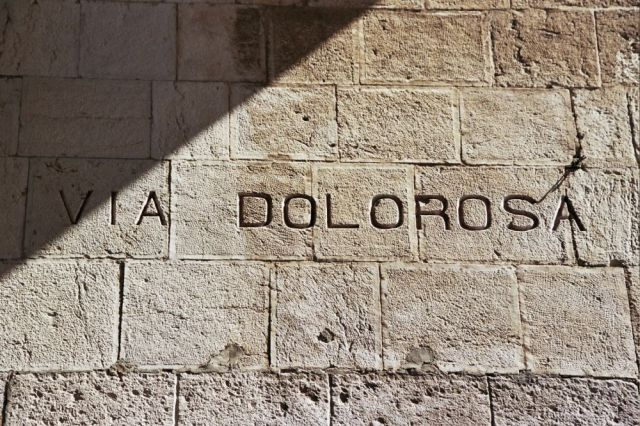
Віа Долороза, Єрусалим
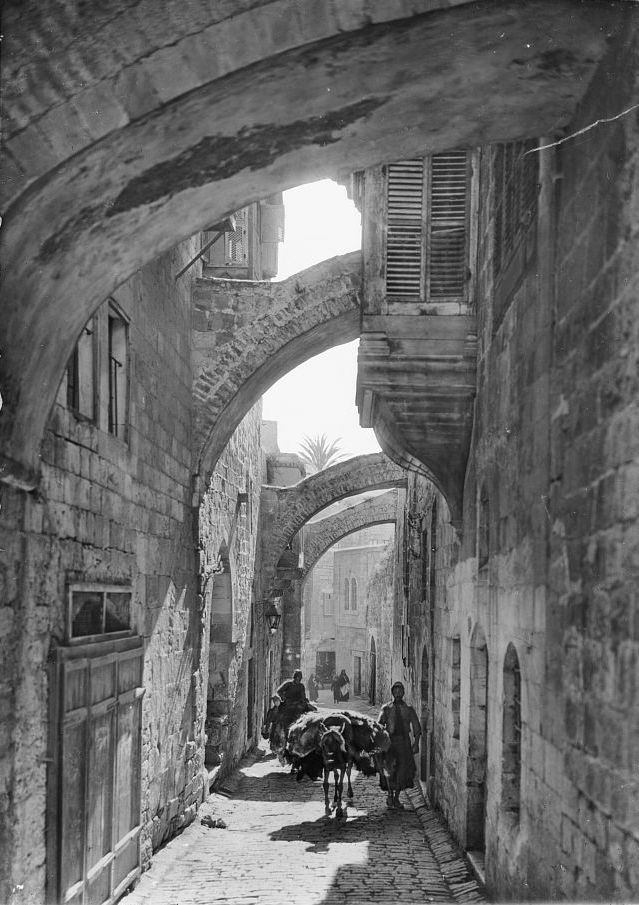
Віа Долороза, Єрусалим
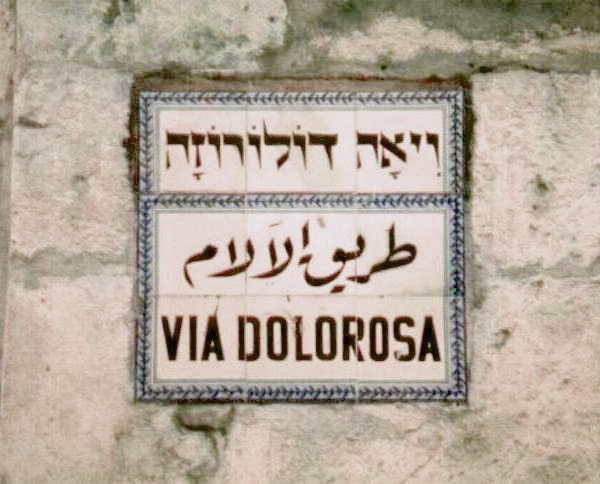
Дорожня таблиця
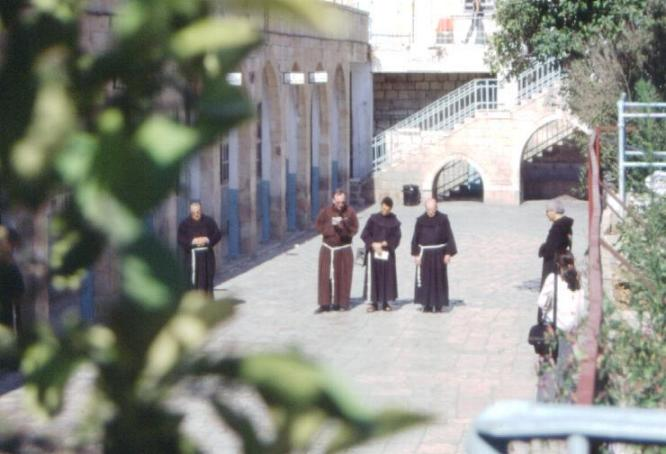
Стація I
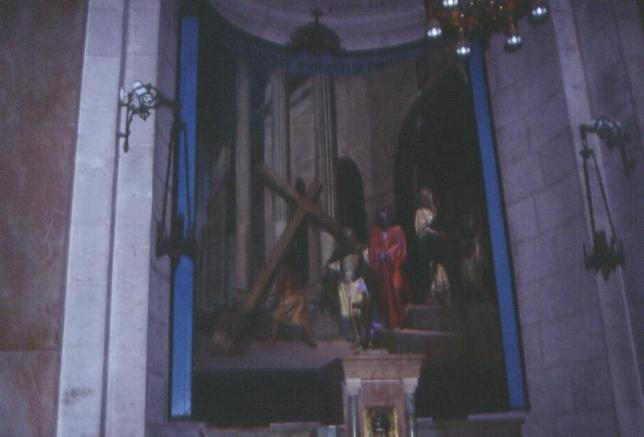
Стація II
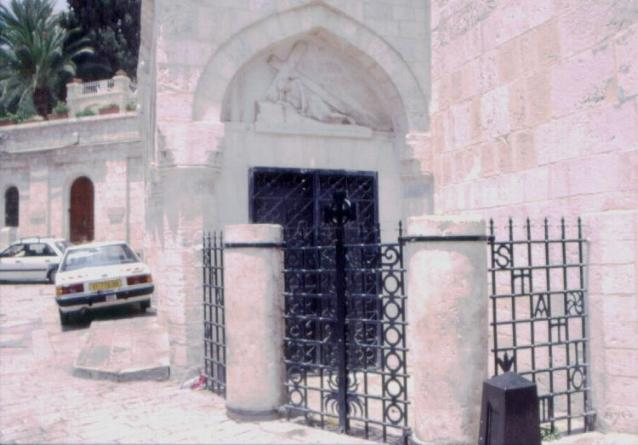
Стація III
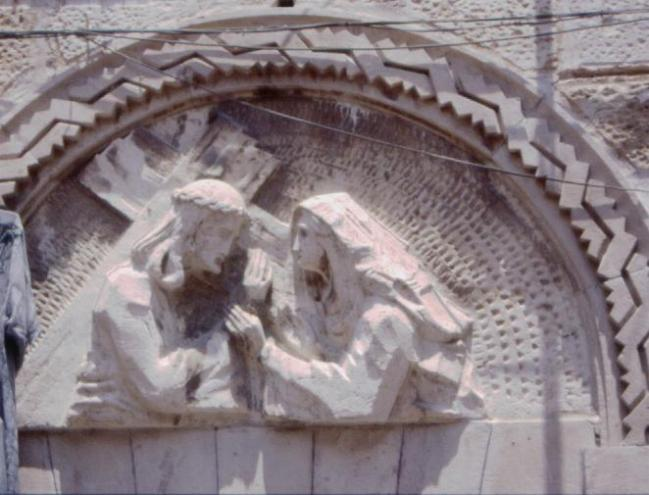
Стація IV
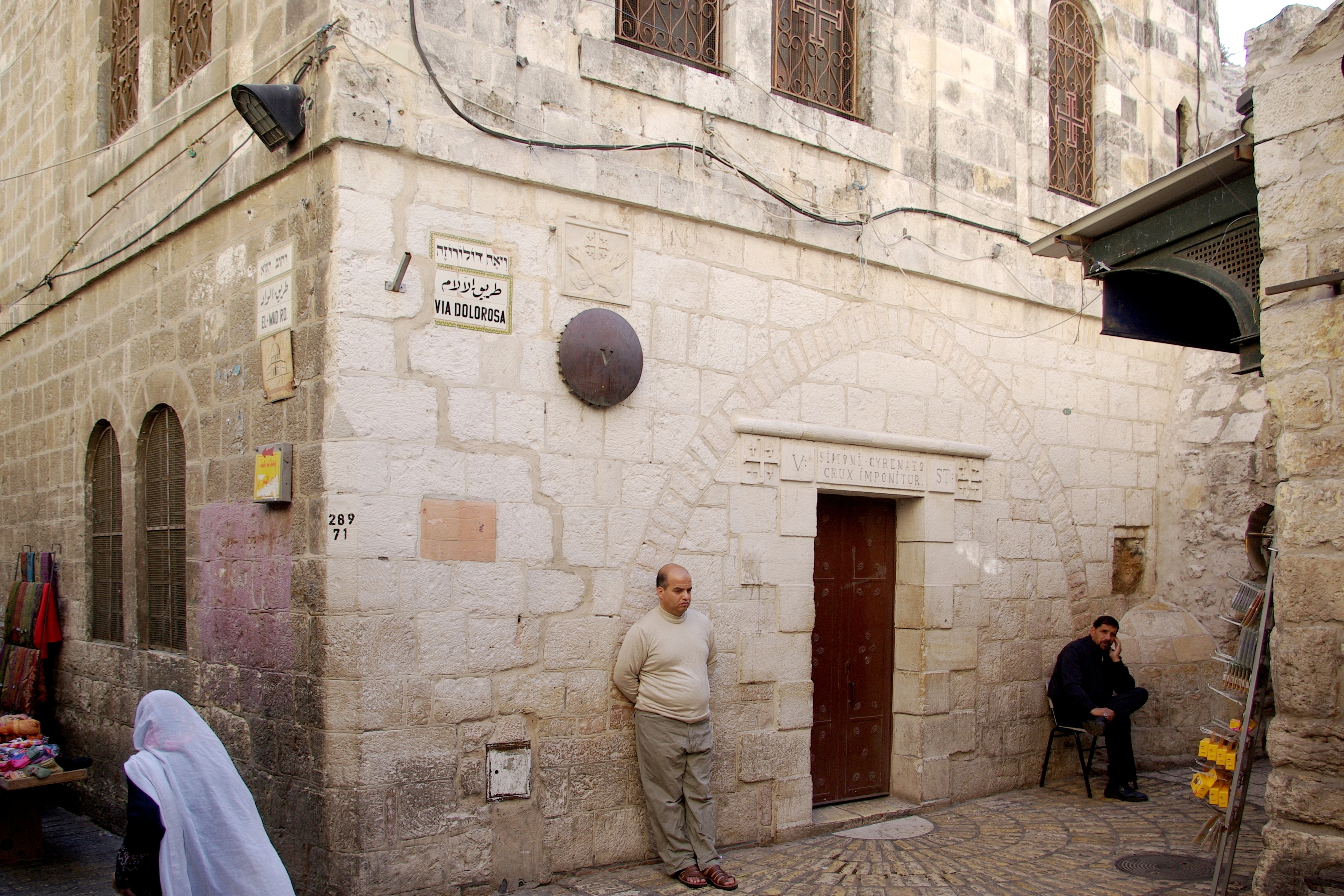
Стація V
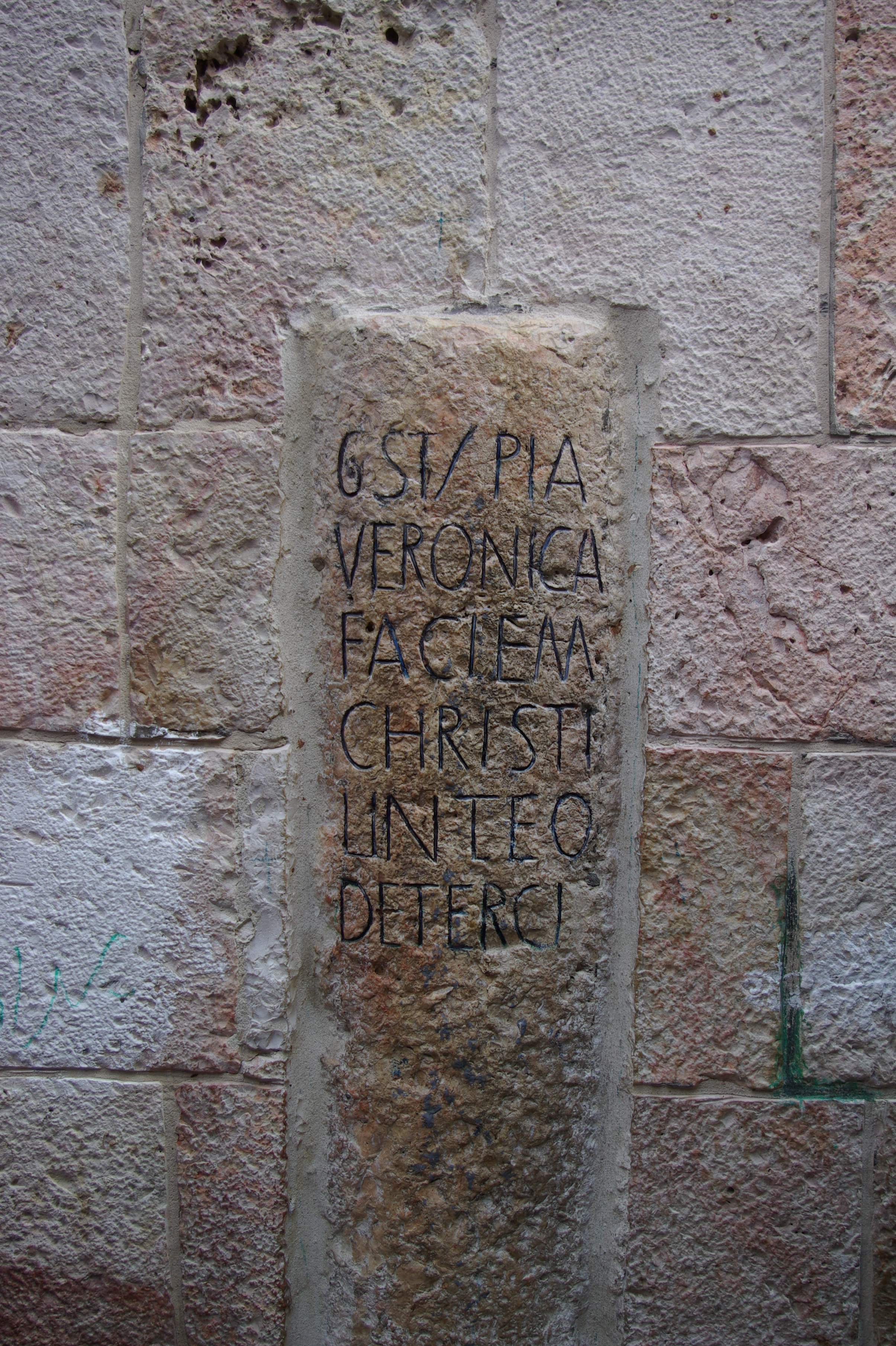
Стація VI
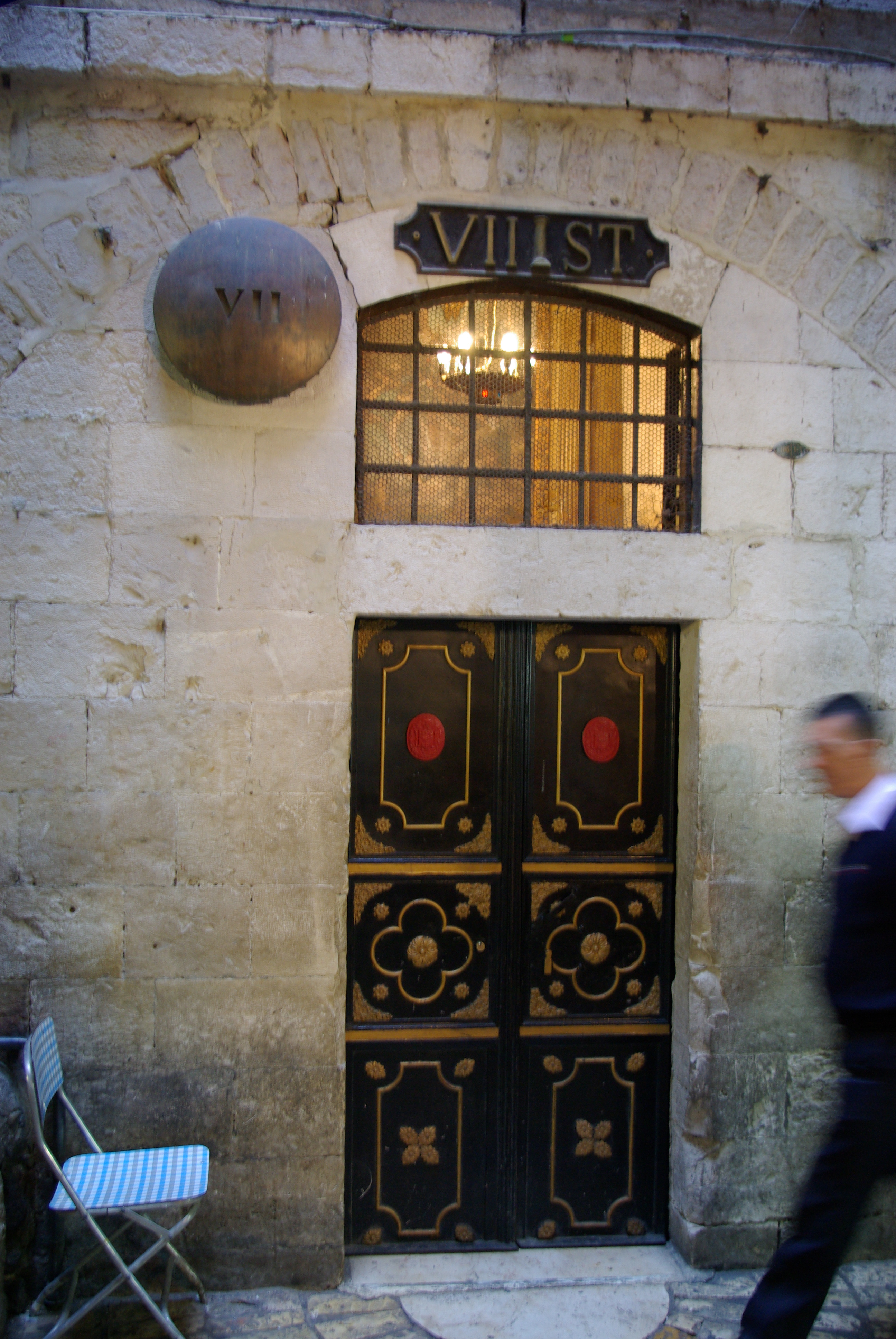
Стація VII
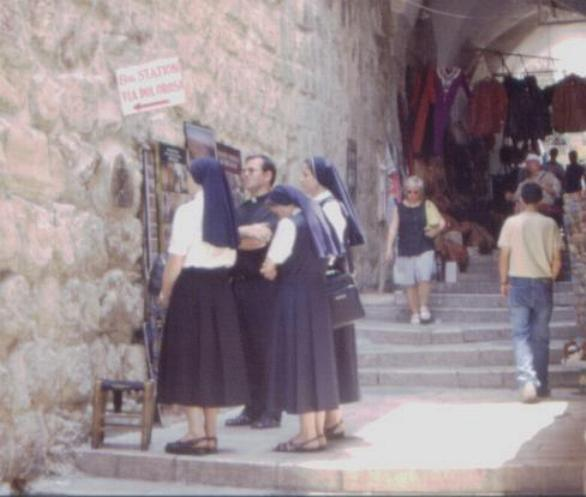
Стація VIII
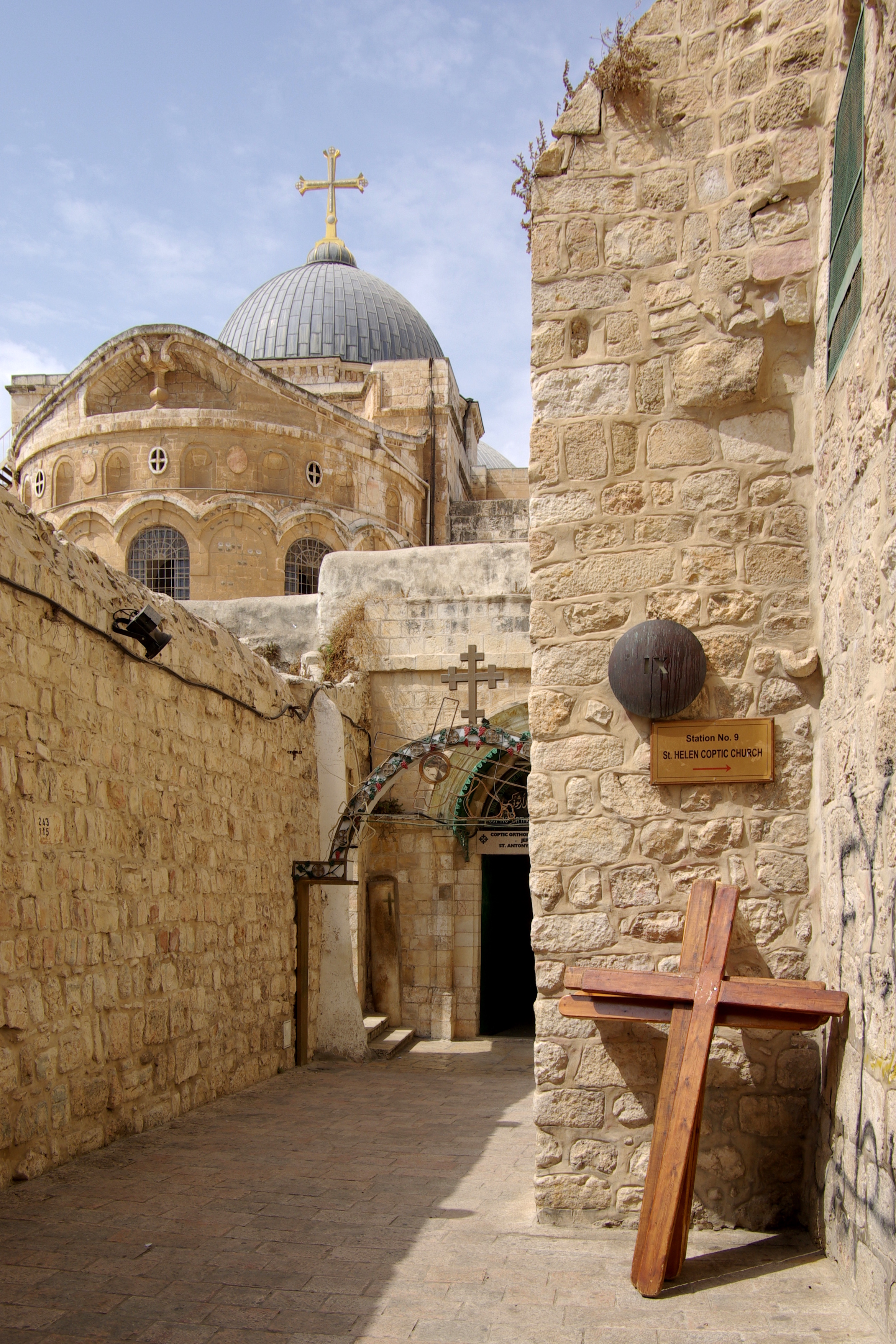
Стація IX
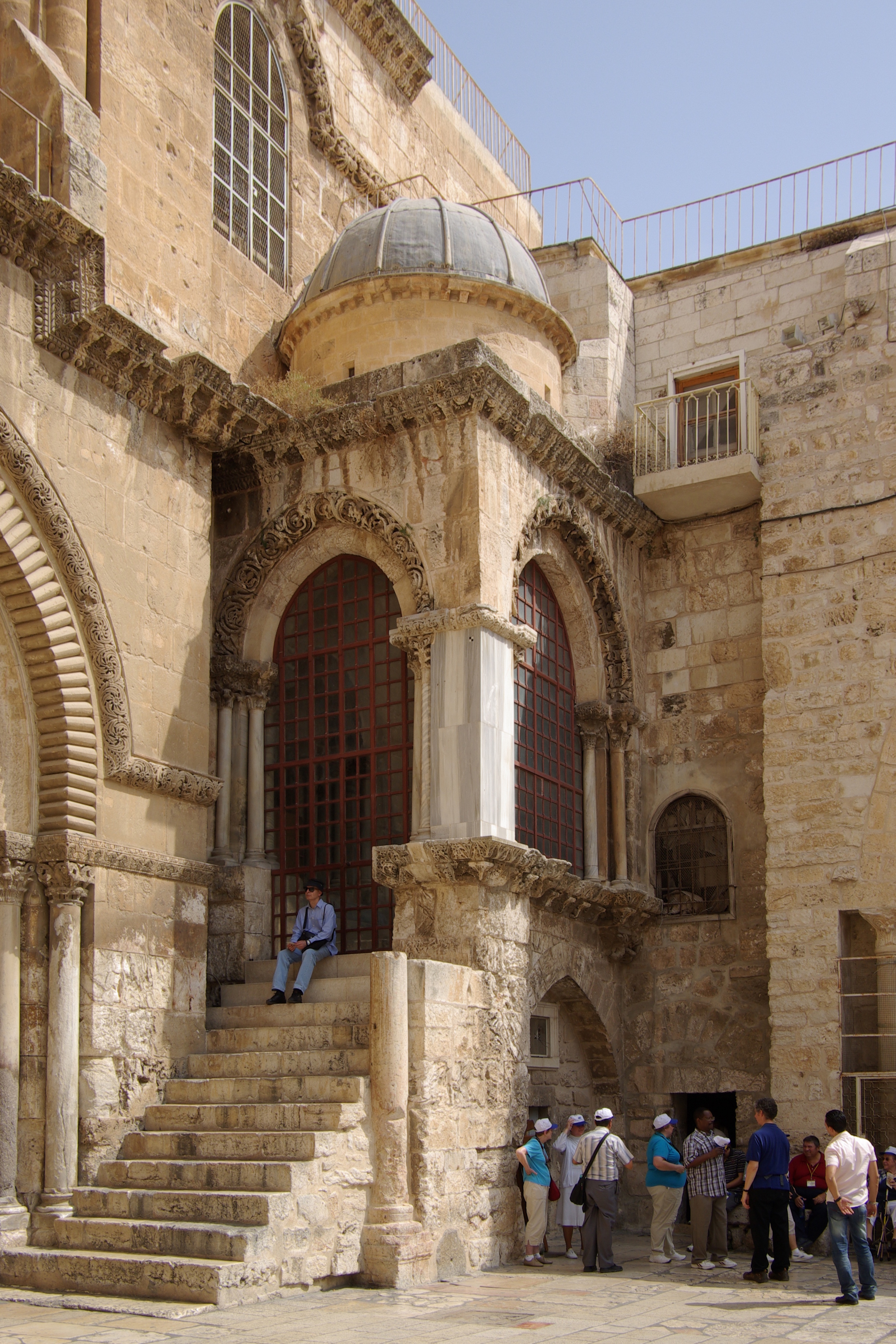
Стація X, Капела франків
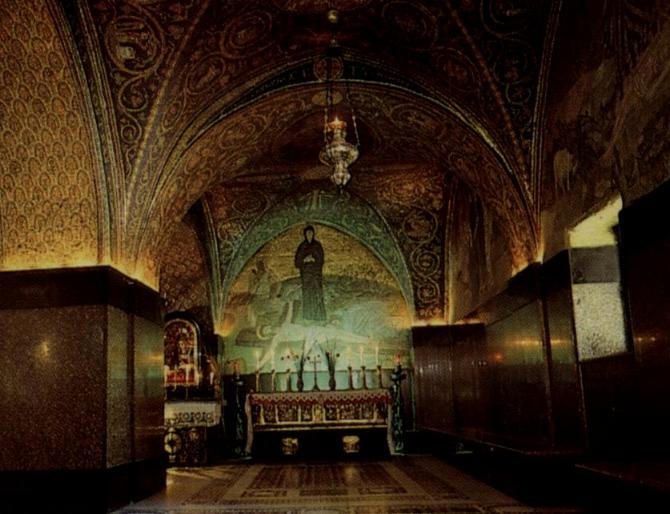
Стація XI
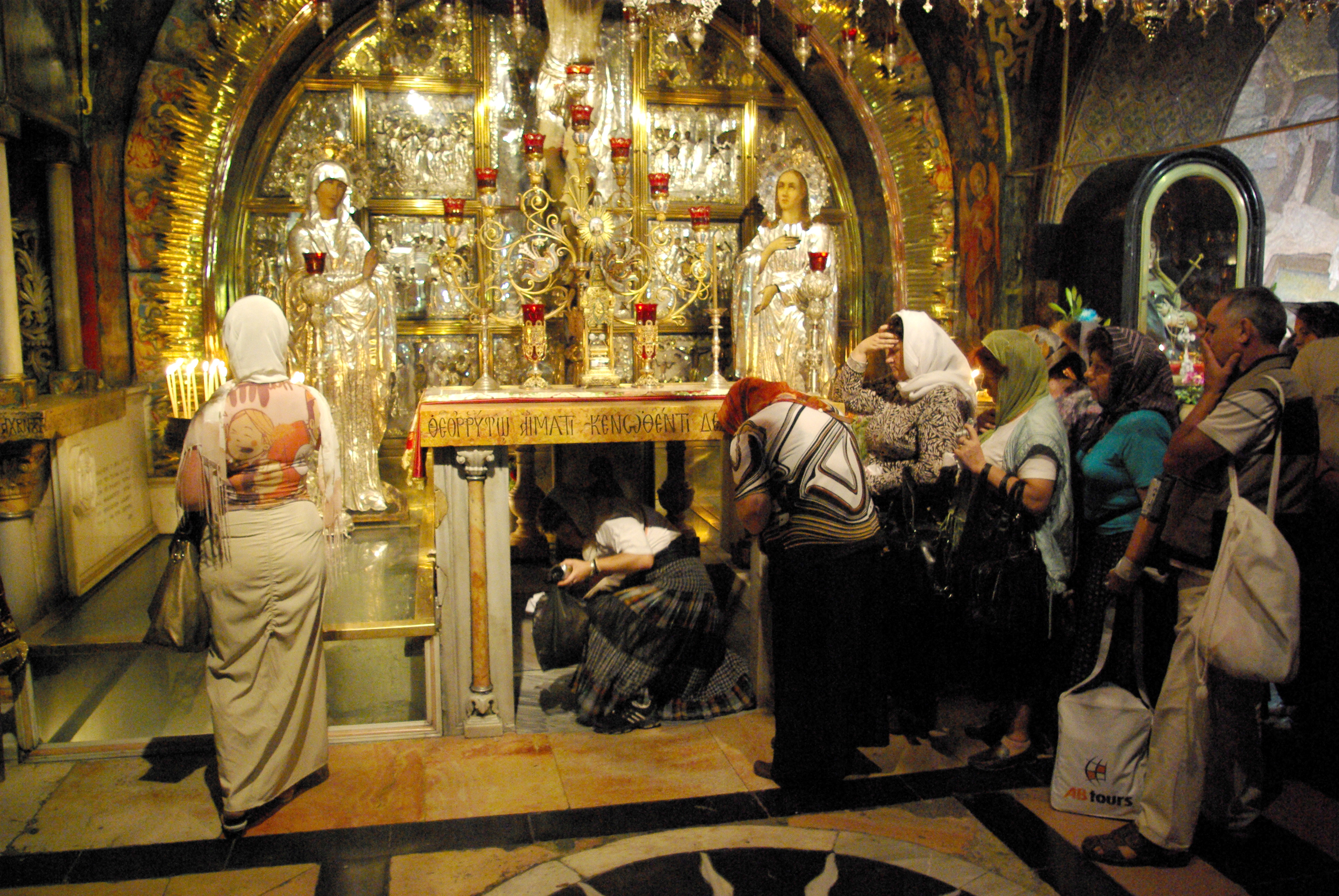
Стація XII
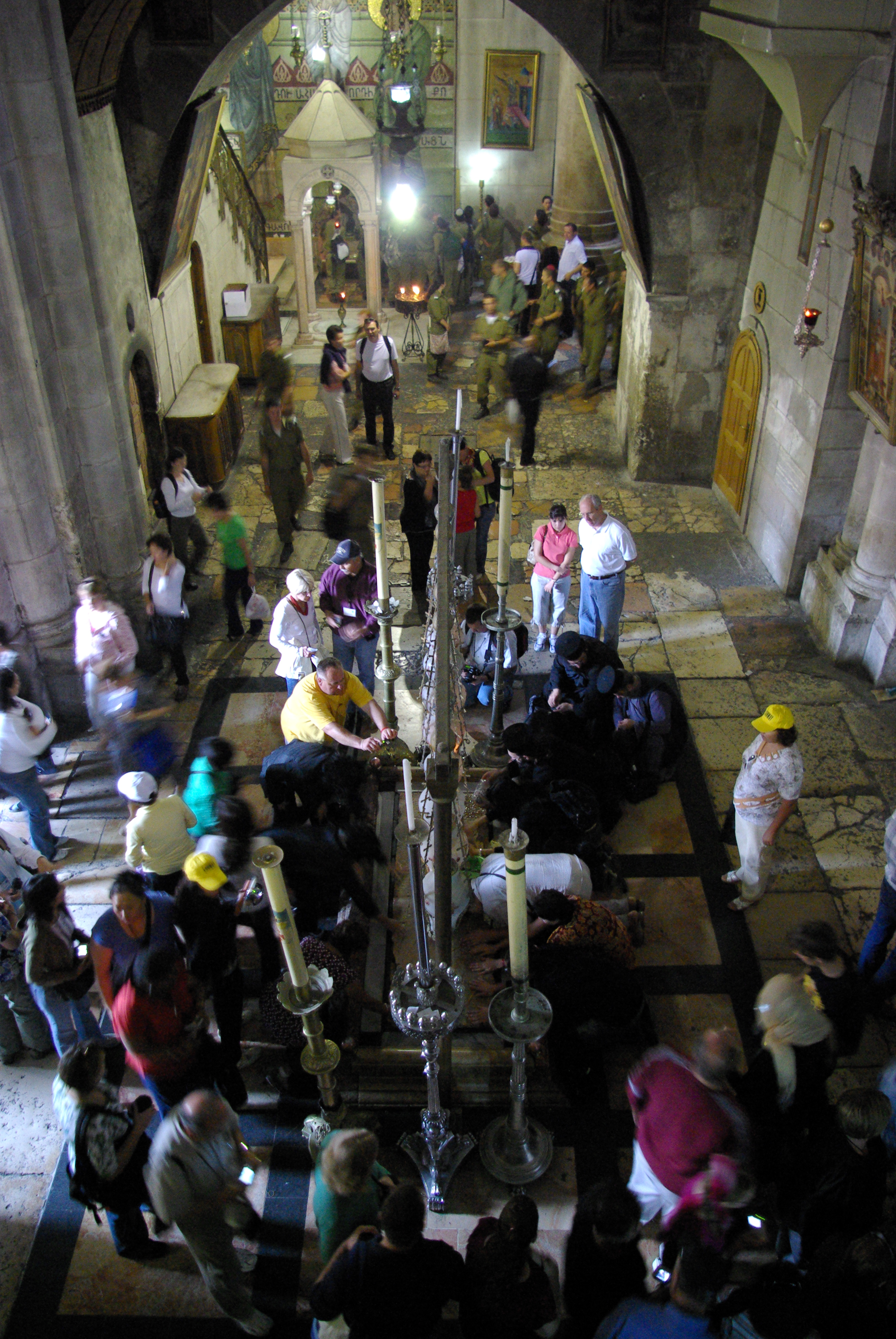
Стація XIII
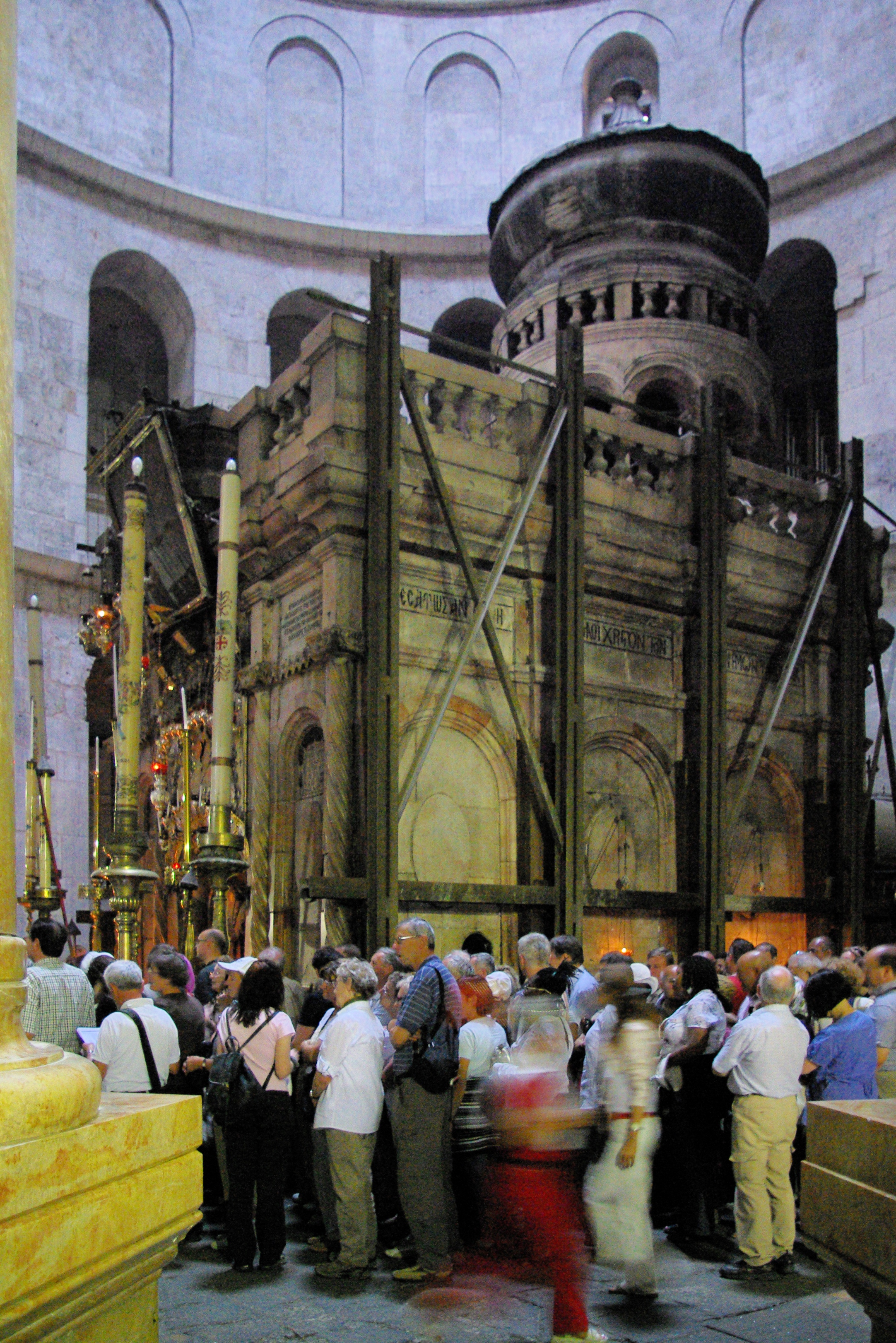
Стація XIV

## Хресна дорога
Детальніші відомості з цієї теми ви можете знайти в статті Хресна дорога.
1. Допит Ісуса Понтієм Пілатом, і вирок Христа до страти (Мт. 26:27);
2. Арка, де Пілат вивів Ісуса перед первосвященниками, і вказуючи на Христа сказав «Це людина» (Ів. 19:5);
3. Місце першого падіння Христа;
4. Місце зустрічі Христа з Богоматір'ю на шляху на Голгофу;
5. Місце зустрічі Христа з Симоном Кірінейським, якому дали нести хрест до Лобного Місця;
6. Місце, де Свята Вероніка витерла обличчя Христа своїм шовковим покривалом;
7. Місце другого падіння Христа;
8. Місце зустрічі Христа з благочестивою жінкою;
9. Місце третього падіння Христа.

## Християнські храми, що знаходяться на Via Dolorosa
Уздовж Via Dolorosa із заходу на схід знаходяться такі християнські храми:
- Базиліка святої Анни (Латинський патріархат Єрусалима)
- Церква бичування (Латинський патріархат Єрусалима)
- Храм засудження і накладення Хреста (Латинський патріархат Єрусалима)
- Монастир і базиліка Ecce Homo (Латинський патріархат Єрусалима, Сестри Богородиці Сіону)
- Монастир Преторія (Єрусалимська православна церква)
- Храм Страждання Богородиці[en] (Вірменська католицька церква)
- Каплиця Симона Киринеянина (Латинський патріархат Єрусалима)
- Каплиця Святого Лиця (Мелькітська греко-католицька церква)
- Монастир Святого Харлампія (Єрусалимська православна церква)
- Каплиця святої Єлени (Коптська православна церква)
- Храм Гробу Господнього (міжконфесійний)